# Gliese 167
Gliese 167 is een oranje dwerg met een spectraalklasse van K4.5V. De ster bevindt zich 42,54 lichtjaar van de zon.